# Musen
|  | Denne artikel er oprettet af botten PalnaBot ud fra en ekstern database. Den kan derfor have sproglige fejl eller mangler. Denne skabelon kan fjernes efter kontrol af indholdet. |

Musen er en kortfilm fra 2009 instrueret af Pil Maria Gunnarsson efter manuskript af Rum Malmros, Pil Maria Gunnarsson.

## Handling
Den 10-årige pige Liv får en mus af Mike fra klassen, og de bliver kærester. Men i skolen bliver Liv jaloux, da hendes populære veninde flirter med Mike. Filmen handler om forelskelse, kujoneri og jalousi og beskriver det første spæde møde med kærligheden.